# Muhammad Rasul Khanji
Muhammad Rasul Khanji (Junagadh, 30 luglio 1858 – Junagadh, 22 gennaio 1911) è stato un principe indiano.
Fu Nawab di Junagadh dal 1892 al 1911.

## Biografia

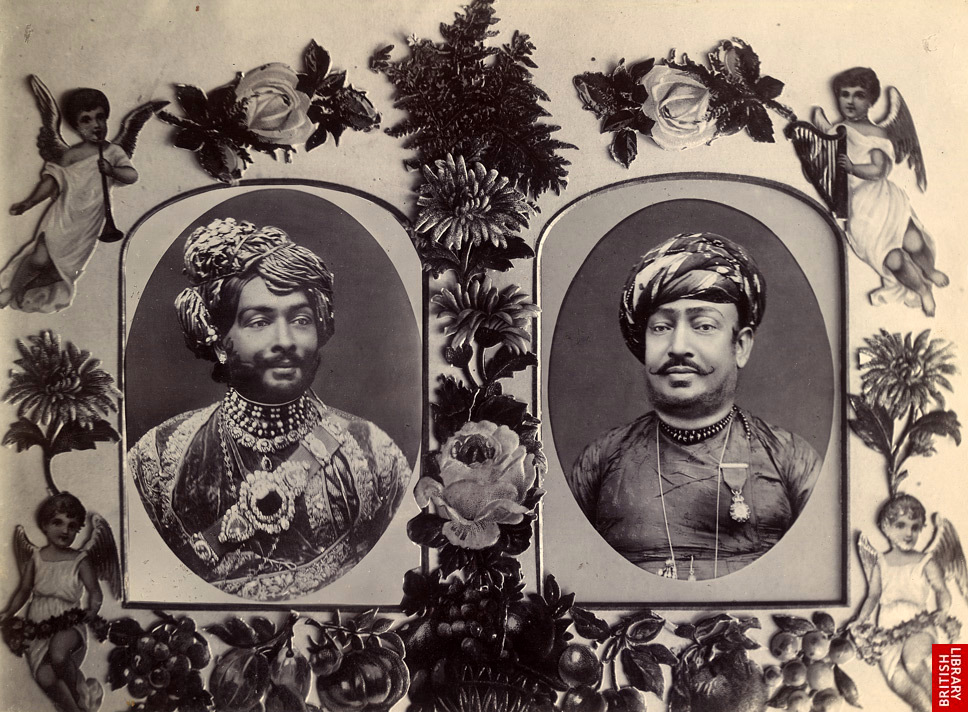
Mohammad Rasul Khanji, Nawab di Junagadh, raffigurato con Bahaduddinbhai Hasainbhai, suo visir, alla fine dell'Ottocento.

Muhammad Rasul Khanji era figlio secondogenito di Muhammad Mohbat Khanji II, nawab di Junagadh. Sua madre era Noor Bibi. Alla morte di suo fratello maggiore Muhammad Bahadur Khanji III, il 21 gennaio 1892, salì al trono dello stato di Junagadh. Ebbe un ruolo significativo nello sviluppo del paese, creandovi le prime linee ferroviarie ed i primi ospedali, e dedicandosi anche alle strutture educative dello stato. Nel 1903 prese parte al Delhi Durbar indetto da Edoardo VII del Regno Unito e venne insignito dell'onorificenza di cavaliere commendatore dell'Ordine della Stella d'India. Si sposò con Ayesha Bibi, con cui ebbe  quattro figli maschi, Sher Jaman Khanji, Sher Juma Khanji, Mohammad Rasul Khanji e Mohammad Mohbat Khanji III e due figlie femmine, Shobhan Bakhte e Lal Bakhte.